# Je n'ai rien oublié
Je n'ai rien oublié (in Duitsland uitgebracht onder de titel: Small World) is een Frans-Duitse dramafilm uit 2010, geregisseerd door Bruno Chiche en gebaseerd op het boek Small World uit 1997 van Martin Suter.

## Verhaal
Konrad Lang is de klusjesman van een rijke familie. Hij groeide daar op als de broer van Thomas, de zoon van de familie die even oud is als hij. Konrad steekt per ongeluk het grote vakantiehuis in brand dat hij de bewaker was. Daarna keerde hij terug naar de stad van zijn jeugd, naar de gezinswoning op de dag van het huwelijk van Philippe (zoon van Thomas) en Simone. Konrads herhaalde geheugen- en gedragsproblemen onthullen al snel een neurologische ziekte (de ziekte van Alzheimer wordt door dr. Cohen genoemd wanneer hij Konrad onderzoekt), wat ertoe leidt dat Elvira, de schoonmoeder van Thomas, hem bij een verpleegster installeert in het gastenverblijf van de residentie. Konrad verliest steeds meer de oriëntering van het heden en verleden, herinneringen aan zijn vroege kinderjaren komen naar boven. Vraagt Simone zich af, want merkwaardig genoeg vallen deze herinneringen niet samen met het verhaal dat de familie vertelt.

## Rolverdeling
| Acteur               | Personage      |
| -------------------- | -------------- |
| Gérard Depardieu     | Konrad Lang    |
| Niels Arestrup       | Thomas Senn    |
| Françoise Fabian     | Elvira Senn    |
| Nathalie Baye        | Elisabeth Senn |
| Alexandra Maria Lara | Simone Senn    |
| Yannick Renier       | Philippe Senn  |

## Release
De film ging in première op 10 december 2010 op het Internationaal filmfestival van Marrakesh. De film werd in Duitsland uitgebracht op 16 december 2010 en in Frankrijk op 30 maart 2011.